# داريل جاي دوغاتي
داريل جاي دوغاتي (بالإنجليزية: Darrell J. Doughty)‏ هو كاهن أمريكي، ولد في 24 يونيو 1936، وتوفي في 22 مايو 2009.